# Malmö akademiska kör

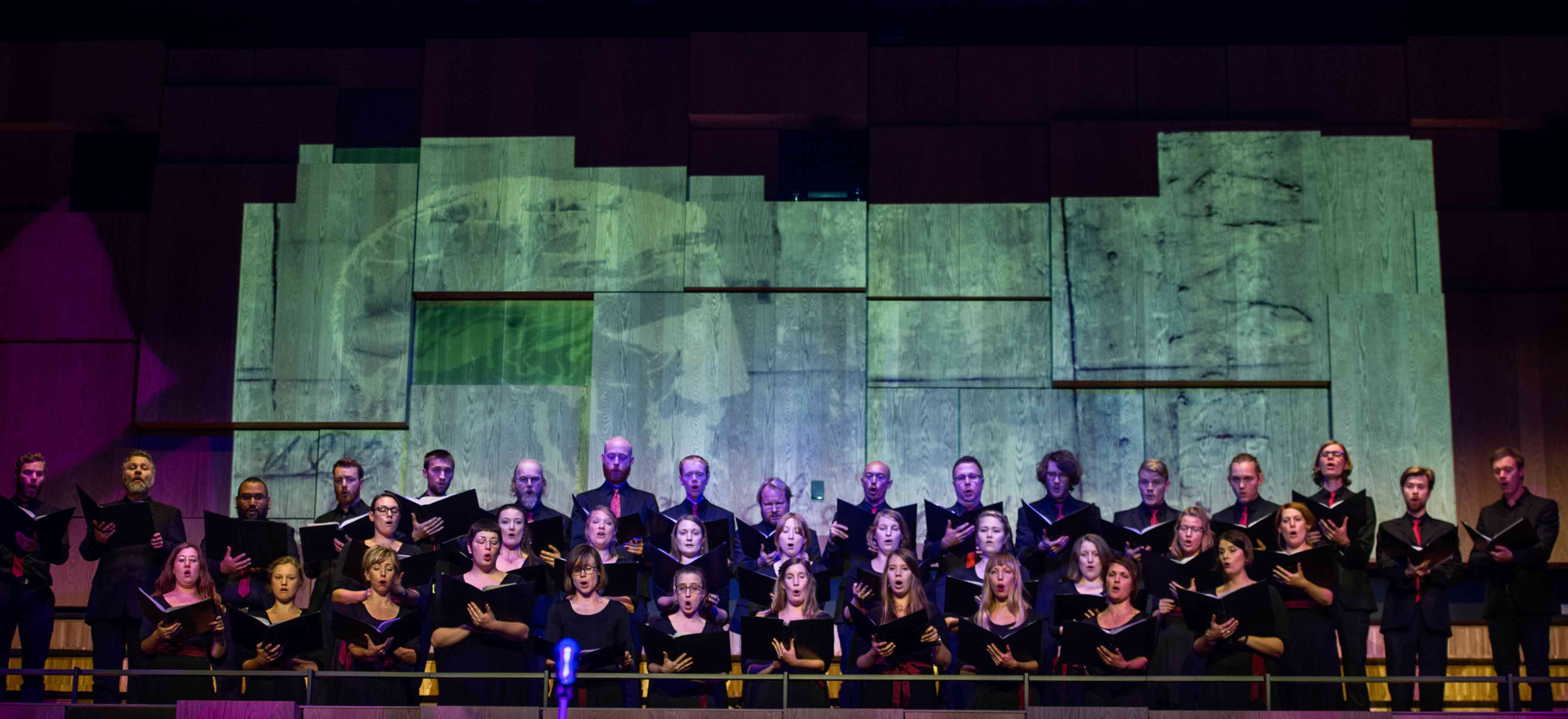
Malmö Akademiska Kör vid Malmö högskola årshögtid 2015

Malmö akademiska kör startade sin verksamhet år 2000. Kören är knuten till Malmö högskola och utgör tillsammans med Malmö akademiska orkester högskolans akademiska musikliv.
Dirigent för ensemblerna är högskolans Director musices Daniel Hansson.
Medlemmar antas efter antagningsprov. Repertoaren sträcker sig från komplex körlyrik till de populära jul- och Luciakonserterna i Johanneskyrkan vid Triangeln i Malmö.
2013 vann kören tävlingen Cracovia Cantans i Polen.

## Diskografi
- A winters tale (2005)
- Sånger vid havet (2008)
- When christmas is nigh (2011)
- Lucia (2011)